# 阿部敦壽
阿部敦壽（あべ のぶひさ）は日本の財務官僚。財務省主税局総務課長補佐兼主税局総務課税制企画室長。

## 来歴
東京大学工学部社会基盤学科応用力学卒業。2004年 財務省入省（大臣官房文書課審査係）。2007年 米州開発銀行（IDB）財務局。銀行の資金管理を担当。2010年7月 大臣官房文書課長補佐（業務企画）兼大臣官房文書課企画調整室課長補佐（企画調整）。2013年 主税局税制第一課長補佐。平成25年度税制改正において、相続税の課税強化を行うとともに、贈与税について、祖父母から孫等に教育資金を一括贈与した場合の1500万円までの非課税措置を創設した。その後は主計局総務課長補佐などを務め、2020年7月22日 主計局主計官補佐（公共事業総括第一係主査）兼主計局主計官補佐（国土交通第二、三係主査）兼主計局公共事業企画調整室長兼主計局司計課予算執行調査官。2022年7月1日 主税局税制第一課長補佐兼主税局税制第一課法令企画室長。2023年7月7日 主税局総務課長補佐兼主税局総務課税制企画室長。

## 略歴
- 2004年4月：財務省入省（大臣官房文書課審査係）[2][3][4]。
- 2006年：仙台国税局調査査察部。
- 2007年：米州開発銀行（IDB）財務局[3]。
- 2010年7月：大臣官房文書課長補佐（業務企画） 兼 大臣官房文書課企画調整室課長補佐（企画調整）[5]。
- 2011年：主税局調査課長補佐（外国調査） 兼 主税局税制第二課長補佐（消費税）[6][7]。
- 2013年：主税局税制第一課長補佐 兼 主税局税制第二課。
- 2014年：内閣官房総理大臣官邸事務所（内閣総理大臣秘書官（事務担当）付）。
- 2017年7月：主計局総務課長補佐。
- 2018年7月：主計局主計官補佐（国土交通第二、三係主査）。
- 2019年7月：主計局主計官補佐（農林水産第一係主査）。
- 2020年7月22日 主計局主計官補佐（公共事業総括第一係主査） 兼 主計局主計官補佐（国土交通第二、三係主査） 兼 主計局公共事業企画調整室長 兼 主計局司計課予算執行調査官。
- 2022年7月1日：主税局税制第一課長補佐 兼 主税局税制第一課法令企画室長。
- 2023年7月7日：主税局総務課長補佐 兼 主税局総務課税制企画室長。